# Blinded by the Light
Blinded by the Light é um filme de drama e comédia britânico de 2019 dirigido por Gurinder Chadha. Foi inspirado na vida do jornalista Sarfraz Manzoor e seu amor pelas obras de Bruce Springsteen. Manzoor co-escreveu o roteiro, com Chadha e Paul Mayeda Berges. É baseado nas memórias de 2007 de Manzoor, Greetings from Bury Park: Race, Religion e Rock N 'Roll. Situado na cidade de Luton, em 1987, na Inglaterra Thatcherita, o filme conta a história de Javed, um adolescente muçulmano britânico-paquistanês cuja vida mudou depois que ele descobriu a música de Springsteen. Viveik Kalra protagoniza o papel principal, juntamente com Hayley Atwell, Rob Brydon, Kulvinder Ghir e Nell Williams nos papéis de apoio.
O filme estreou no Festival de Cinema de Sundance em 2019 e foi lançado pela Entertainment One no Reino Unido em 9 de agosto de 2019 e pela Warner Bros. nos Estados Unidos em 16 de agosto de 2019. Blinded by the Light recebeu críticas positivas dos críticos e também recebeu indicações para Melhor Filme e Melhor Ator (por Kalra) no SIFF Awards 2019.

## Roteiro
Em 1987, Javed Khan e sua família - pais migrantes paquistaneses Malik e Noor, sua irmã Shazia e seu primo Yasmeen - vivem em Luton, Inglaterra. Javed gosta de rock contemporâneo, o que Malik desaprova. Javed escreve poesia e letras para a banda de seu melhor amigo Matt, mas Matt critica o trabalho de Javed por ser deprimente.
Javed se sente deslocado em sua nova escola, onde ele é um dos dois estudantes do sul da Ásia; o outro, Roops, é fã de "The Boss". Na aula de escrita da professora Clay, Javed desenvolve uma queda por uma ativista estudantil chamada Eliza e se interessa pelas tarefas de redação. Javed conversa com Clay após a aula sobre sua poesia e diários. Durante o almoço, Roops se aproxima dele e dá a ele duas fitas cassete de Bruce Springsteen, chamando Springsteen de "a linha direta para tudo o que é verdade neste mundo de merda". Javed enfrenta o racismo constante de seus colegas e vizinhos, e Malik o proíbe de se socializar, insistindo que ele "siga os judeus" em sua escola por causa do sucesso deles como povo.
Javed é rejeitado como escritor pelo jornal da escola. Ao mesmo tempo, a Vauxhall Motors demite seu pai. Frustrado pelo racismo e pela incapacidade de Malik de entendê-lo, Javed descarta seus poemas na noite da Grande Tempestade de 1987. Depois de ouvir as fitas de Springsteen, a letra fala imediatamente com ele, e ele recupera seus poemas. Na escola, Javed diz animadamente a Roops que Springsteen sabe exatamente como ele se sente. Inspirado para continuar escrevendo, ele envia sua poesia para a sra. Clay. Um vizinho, o Sr. Evans, recupera um dos poemas de Javed que se opõe a Frente Nacional, um grupo de extrema-direita que está planejando uma marcha local. Como veterano da Segunda Guerra Mundial, Evans simpatiza com os sentimentos de Javed e chama o poema de brilhante, mas os pais de Javed são menos agradecidos.
Javed envia uma matéria sobre Springsteen ao jornal. Enquanto isso, Malik fica irritado com as contas crescentes e o próximo casamento de Yasmeen. Javed trabalha com o pai de Matt, também fã de Springsteen, em seu mercado de pulgas. O pai de Matt ajuda Javed a impressionar Eliza cantando músicas de Springsteen.
Javed e Eliza iniciam um relacionamento. Clay gosta de seus poemas e organiza um estágio não remunerado no Herald. Javed e Roops se trancam na estação de rádio da escola e tocam em Springsteen, por um instante. Em meio a mais intimidações racistas, Eliza convida Javed a conhecer seus pais; Javed tenta esconder seu desconforto.
No Herald, Javed é pago depois que um artigo que ele escreveu sobre racismo é escolhido para a primeira página. Javed usa o dinheiro para comprar ingressos para um show de Springsteen no dia do casamento de Yasmeen. Antes de seus pais chegarem ao casamento, os membros da Frente Nacional atacam Malik. Triste que Javed tenha retido dinheiro da família, Malik rasga os ingressos. Javed surpreende seus pais dizendo que ele não quer ser filho deles.
Na escola, Eliza castiga Javed por abandonar sua família e usá-los como desculpa para parar de vê-la. Clay diz a Javed que seu ensaio em Springsteen o levou a assistir a uma palestra no Monmouth College, em Nova Jersey, perto de onde Springsteen cresceu. Javed inicialmente recusa, sabendo que seu pai o proibirá, mas muda de ideia. Malik diz a Javed que, se ele for embora, ele não poderá retornar, mas ainda assim o filho segue seu plano e viaja para os Estados Unidos junto de Roops.
De volta para casa, Noor diz a Malik para se reconciliar com Javed e lembra que ele deixou sua própria família e país em uma idade jovem. Eliza recruta a família de Javed para aparecer quando ele lê seu ensaio vencedor. Em vez de ler seu ensaio, Javed fala sobre como "Blinded By The Light " reflete os problemas de seu pai. Ele se reconcilia com Eliza e agradece por convidar sua família. Malik se reconcilia com Javed e diz que ele ouviu Springsteen e admira os temas de trabalhar duro e respeitar a família. Quando Javed parte para a universidade, ele e Malik ouvem Springsteen juntos.

## Elenco
- Viveik Kalra é Javed
- Kulvinder Ghir é Malik (pai)
- Meera Ganatra é Noor (mãe)
- Nell Williams é Eliza
- Aaron Phagura é Roops
- Dean-Charles Chapman é Matt
- Nikita Mehta é Shazia (irmã)
- Tara Divina é Yasmeen (irmã)
- David Hayman é Sr. Evans
- Sally Phillips é Sr. Anderson
- Marcus Brigstocke é Robert Frances - pai de Eliza
- Olivia Poulet é Frances - mãe de Eliza
- Frankie Fox é Colin Hand
- Rob Brydon é pai de Matt
- Hayley Atwell é Srª. Clay

## Recepção

### Crítica
No agregador de críticas Rotten Tomatoes, o filme possui uma taxa de aprovação de 89% com base em 245 críticas, com uma classificação média de 7,3 / 10. O consenso do site diz: "Como um hino do rock que afirma a vida, Blinded by the Light atinge acordes familiares com confiança e talento, chegando a uma conclusão que deixa o público torcendo por um bis". Em Metacritic, o filme tem uma pontuação média ponderada de 71 em 100, com base em 44 críticos, indicando "críticas geralmente favoráveis". As audiências consultadas pelo CinemaScore deram ao filme uma nota média de "A-" na escala A + a F, enquanto as do PostTrak deram uma média de 4,5 em 5 estrelas.
Johnny Oleksinski, do The New York Post, chama de "o filme de bem-estar do ano". Jordan Ruimy, da The Playlist, chama de "um dos filmes mais alegres e emocionantes que você verá este ano". Leah Greenblatt, da Entertainment Weekly, chama isso de ode ao "poder da música". Anthony Ray Bench, da Film Threat, o chama de "um filme de bem-estar que aborda vários tópicos difíceis, como política, raça, tradições familiares, frustrações sociais e romance", mas "nunca" parece muito ousado ou extravagante". Adam Chitwood, da Collider, o chama de "um filme arrebatadoramente alegre, sincero e genuinamente perspicaz, não apenas sobre The Boss, mas sobre a natureza pessoal e o poder da música".
Owen Gleiberman, da Variety, chama isso de "o tipo de drama desprotegido que eles costumavam fazer nos anos 80 - um conto de maior idade de seriedade descarada - mas também é uma parábola delirante e romântica do rock 'n' roll " que é "uma ode mais incandescente à força vital da música pop do que qualquer filme já adaptado do trabalho de Nick Hornby". Bedatri Datta Choudhury, da Vague Visages, diz que, enquanto "Springsteen pega o sonho americano e ajuda todos a navegar no seu desmantelamento", Chadha faz com que ele fale com um país completamente diferente e com toda uma nova geração".
No SIFF Awards 2019 no Festival Internacional de Cinema de Seattle, Blinded by the Light recebeu indicações para Melhor Filme (para o diretor Gurinder Chadha) e Melhor Ator (para Viveik Kalra). Em julho de 2019, Ethan Anderson, do / Film, listou Blinded by the Light como o oitavo melhor filme de 2019 até agora. Uma pesquisa de críticos da IndieWire listou Blinded by the Light como um dos oito melhores filmes do verão de 2019.

## Trilha sonora
Springsteen permitiu que doze de suas músicas fossem usadas na trilha sonora e apresenta várias raridades de Springsteen, incluindo a primeira apresentação de "The River", dos concertos No Nukes no Madison Square Garden em 1979 e uma versão acústica de "The Promised Land" que Springsteen se apresentou em 2014 no National Mall de Washington, DC. A trilha sonora também apresenta vários clássicos de Springsteen, como "Badlands", "Hungry Heart" e uma gravação acústica de 1975 de " Thunder Road", apresentada no The Roxy Theatre.
A trilha sonora contém uma música inédita de Springsteen, "I'm Stand by You", que foi originalmente escrita para inclusão em Harry Potter e a Pedra Filosofal.

### Lista de músicas
| Blinded by the Light: Music from the Motion Picture | |         |  |
| N.º                                                 | Título | Duração |  |
| 1.                                                  | "Ode to Javed / Javed's Poem – A.R. Rahman"                                                                                  |         |  |
| 2.                                                  | "It's a Sin – Pet Shop Boys"                                                                                                 |         |  |
| 3.                                                  | "The Sun Always Shines on T.V. – A-ha"                                                                                       |         |  |
| 4.                                                  | ""The Boss of Us All" (dialogo)"                                                                                             |         |  |
| 5.                                                  | "Dancing in the Dark – Bruce Springsteen"                                                                                    |         |  |
| 6.                                                  | ""You Should Be Listening to Our Music" (dialogo)"                                                                           |         |  |
| 7.                                                  | ""I Never Knew Music Could Be Like This" (dialogo)"                                                                          |         |  |
| 8.                                                  | "The River – Bruce Springsteen & The E Street Band (Ao vivo no Madison Square Garden, New York – 21 de setembro de 1979"     |         |  |
| 9.                                                  | ""Number One Paki Film" (dialogo)"                                                                                           |         |  |
| 10.                                                 | "Badlands – Bruce Springsteen"                                                                                               |         |  |
| 11.                                                 | "Cover Me – Bruce Springsteen"                                                                                               |         |  |
| 12.                                                 | "Thunder Road – Bruce Springsteen & The E Street Band (Ao vivo no The Roxy Theater, West Hollywood – 18 de outubro de 1975)" |         |  |
| 13.                                                 | "Get Outta My Way Fascist Pigs – Amer Chadha-Patel"                                                                          |         |  |
| 14.                                                 | ""Do It for Me" (dialogo)"                                                                                                   |         |  |
| 15.                                                 | "Prove It All Night – Bruce Springsteen"                                                                                     |         |  |
| 16.                                                 | "Hungry Heart – Bruce Springsteen"                                                                                           |         |  |
| 17.                                                 | ""You, Me and Bruce" (dialogo)"                                                                                              |         |  |
| 18.                                                 | "Because the Night – Bruce Springsteen"                                                                                      |         |  |
| 19.                                                 | "Maar Chadapa – Heera" |         |  |
| 20.                                                 | "The Promised Land - Bruce Springsteen (Ao vivo no The National Mall, Washington, D.C. – 11 de novembro de 2014)"            |         |  |
| 21.                                                 | "Blinded by the Light – Bruce Springsteen"                                                                                   |         |  |
| 22.                                                 | "Born to Run – Bruce Springsteen"                                                                                            |         |  |
| 23.                                                 | "I'll Stand by You – Bruce Springsteen"                                                                                      |         |  |
| 24.                                                 | "For You My Love – A.R. Rahman"                                                                                              |         |  |